# Мохаммад Худжа
Мохаммад Худжа (араб. محمد خوجة, нар. 15 березня 1982) — саудівський футболіст, що грав на позиції воротаря.
Виступав, зокрема, за клуби «Охуд», «Аш-Шабаб» та «Аль-Іттіфак», а також національну збірну Саудівської Аравії.

## Клубна кар'єра
У дорослому футболі дебютував 2002 року виступами за команду клубу «Охуд», в якій провів три сезони. 
Своєю грою за цю команду привернув увагу представників тренерського штабу клубу «Аш-Шабаб», до складу якого приєднався 2005 року. Відіграв за саудівську команду наступні чотири сезони своєї ігрової кар'єри.
У 2009 році перейшов до клубу «Аль-Іттіфак», за який відіграв 4 сезони. Завершив професійну кар'єру футболіста виступами за команду «Аль-Іттіфак» у 2013 році.

## Виступи за збірну
У 2005 році дебютував в офіційних матчах у складі національної збірної Саудівської Аравії. Протягом кар'єри у національній команді, яка тривала 3 роки, провів у формі головної команди країни 13 матчів.
У складі збірної був учасником чемпіонату світу 2006 року у Німеччині.